# Henrik Dam
Carl Peter Henrik Dam (Copenhague, 21 de febrero de 1895-Copenhague, 12 de abril de 1976) fue un bioquímico y fisiólogo danés.
Estudió química en el Instituto Politécnico de Copenhague, donde se graduó en 1920. Posteriormente, ejerció la docencia en esa ciudad hasta 1939. En 1940 se trasladó a los Estados Unidos, siendo profesor de la Universidad de Rochester entre 1942 y 1945. En 1946 volvió a Dinamarca, donde fue profesor de bioquímica y nutrición en el Instituto Politécnico hasta 1965.
Observó que pollos alimentados con dietas carentes en grasas sufrían un retardo en la coagulación de la sangre y brotes hemorrágicos, especialmente en superficies musculares y subcutáneas. Posteriormente demostró que este defecto en la coagulación de la sangre no se debía a bajas concentraciones de fibrinógeno (F I), calcio (F IV) y tromboplastina (F III), sino a un bajo nivel de protrombina (FII). Investigando en busca de una sustancia liposoluble necesaria para la coagulación de la sangre, descubrió una en las hojas verdes de las plantas, a la que llamó vitamina K.
En 1943 fue galardonado con el Premio Nobel de Fisiología o Medicina, compartido con Edward Adelbert Doisy, por sus trabajos en el descubrimiento y función fisiológica de la vitamina K.
| Predecesor: Gerhard Domagk | Premio Nobel de Fisiología o Medicina 1943 | Sucesor: Joseph Erlanger Herbert Spencer Gasser |

- Datos: Q190501
- Multimedia: Henrik Carl Peter Dam / Q190501